# 巴克斯鎮區 (密歇根州)
巴克斯鎮區（英語：Backus Township）是位於美國密歇根州羅斯康芒縣的一個行政鎮區。

## 地方資料
巴克斯鎮區的面積為93.21平方千米，當中陸地面積為88.99平方千米，而水域面積為4.22平方千米。根據2020年美國人口普查的數據，當地共有人口294人，而人口密度為每平方千米3.15人。